# Pleine-Fougères
Ne doit pas être confondu avec Fougères.
Pleine-Fougères est une commune française située dans le département d'Ille-et-Vilaine en région Bretagne, peuplée de 1 978 habitants.

## Géographie
| Sains          | Saint-Georges-de-Gréhaigne |                    |
| La Boussac     | Pleine-Fougères            | Pontorson (Manche) |
| Trans-la-Forêt | Vieux-Viel                 | Sougeal            |

### Hydrographie
Pour un article plus général, voir Réseau hydrographique d'Ille-et-Vilaine.
La commune est située dans le bassin Loire-Bretagne. Elle est drainée par le Couesnon, le Guyoult, la Chênelais, le ruisseau de Tréhel et le ruisseau du Petit hermitage,,.
Le Couesnon, d'une longueur de 97 km, prend sa source dans la commune de Saint-Pierre-des-Landes et se jette  dans la Manche au niveau du Mont-Saint-Michel, après avoir traversé 25 communes. 
Le Guyoult, d'une longueur de 33 km, prend sa source dans la commune de Cuguen et se jette  dans la Manche en limite du Vivier-sur-Mer et de Mont-Dol, après avoir traversé dix communes. 
La Chênelais, — connu pour ses truites —, d'une longueur de 13 km, prend sa source dans la commune de Trans-la-Forêt et se jette  dans le Couesnon sur la commune, après avoir traversé trois communes. Le Chesnelais rejoint le Couesnon au Pont des Barrès sur l'axe Pontorson-Sougéal.

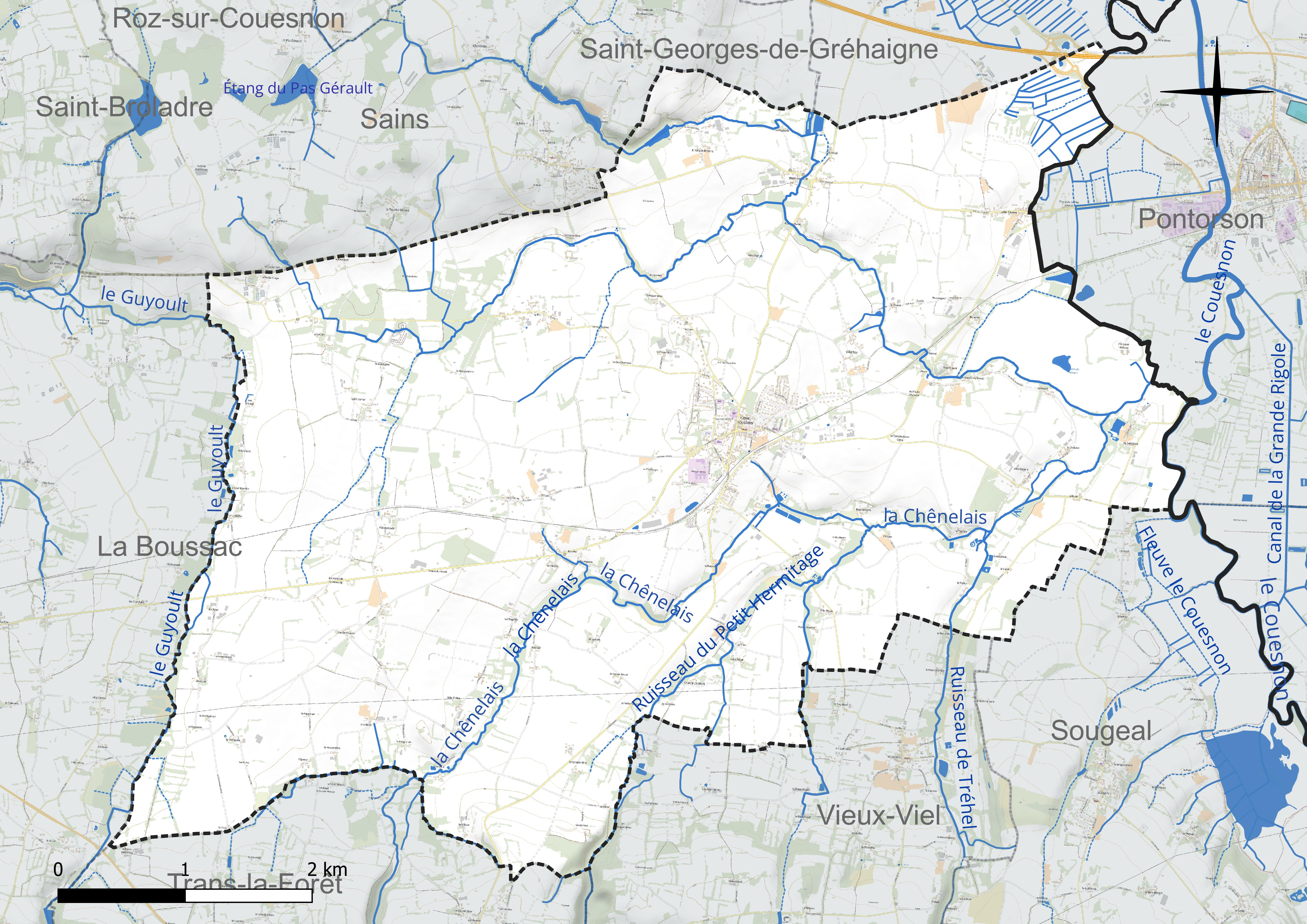
Réseau hydrographique de Pleine-Fougères.

### Climat
Pour des articles plus généraux, voir Climat de la Bretagne et Climat d'Ille-et-Vilaine.
En 2010, le climat de la commune est de type climat océanique franc, selon une étude du CNRS s'appuyant sur une série de données couvrant la période 1971-2000. En 2020, Météo-France publie une typologie des climats de la France métropolitaine dans laquelle la commune est exposée à un climat océanique et est dans la région climatique Bretagne orientale et méridionale, Pays nantais, Vendée, caractérisée par une faible pluviométrie en été et une bonne insolation. Parallèlement l'observatoire de l'environnement en Bretagne publie en 2020 un zonage climatique de la région Bretagne, s'appuyant sur des données de Météo-France de 2009. La commune est, selon ce zonage, dans la zone « Intérieur Est », avec des hivers frais, des étés chauds et des pluies modérées.
Pour la période 1971-2000, la température annuelle moyenne est de 11,3 °C, avec une amplitude thermique annuelle de 12,1 °C. Le cumul annuel moyen de précipitations est de 783 mm, avec 12,7 jours de précipitations en janvier et 7,3 jours en juillet. Pour la période 1991-2020, la température moyenne annuelle observée sur la station météorologique la plus proche, située sur la commune de Pontorson à 5 km à vol d'oiseau, est de 11,9 °C et le cumul annuel moyen de précipitations est de 821,3 mm,. Pour l'avenir, les paramètres climatiques de la commune estimés pour 2050 selon différents scénarios d'émission de gaz à effet de serre sont consultables sur un site dédié publié par Météo-France en novembre 2022.

## Urbanisme

### Typologie
Au 1er janvier 2024, Pleine-Fougères est catégorisée commune rurale à habitat dispersé, selon la nouvelle grille communale de densité à sept niveaux définie par l'Insee en 2022.
Elle est située hors unité urbaine. Par ailleurs la commune fait partie de l'aire d'attraction de Pontorson, dont elle est une commune de la couronne,. Cette aire, qui regroupe 5 communes, est catégorisée dans les aires de moins de 50 000 habitants,.

### Occupation des sols
L'occupation des sols de la commune, telle qu'elle ressort de la base de données européenne d'occupation biophysique des sols Corine Land Cover (CLC), est marquée par l'importance des territoires agricoles (97 % en 2018), une proportion sensiblement équivalente à celle de 1990 (97,8 %). La répartition détaillée en 2018 est la suivante :
terres arables (65,5 %), prairies (17,8 %), zones agricoles hétérogènes (13,7 %), zones urbanisées (2,7 %), forêts (0,3 %). L'évolution de l'occupation des sols de la commune et de ses infrastructures peut être observée sur les différentes représentations cartographiques du territoire : la carte de Cassini (XVIIIe siècle), la carte d'état-major (1820-1866) et les cartes ou photos aériennes de l'IGN pour la période actuelle (1950 à aujourd'hui).

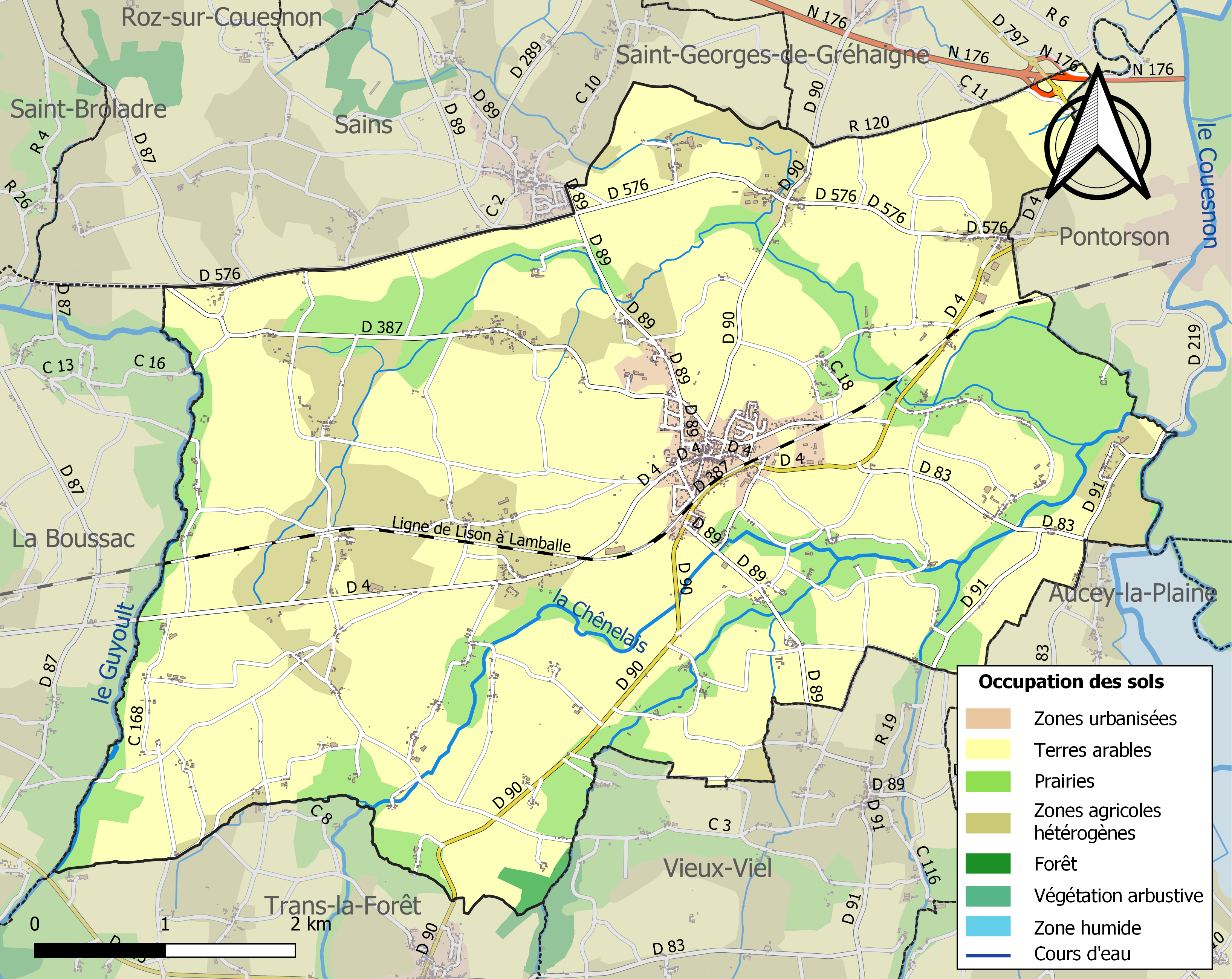
Carte des infrastructures et de l'occupation des sols de la commune en 2018 (CLC).

### Villages, hameaux, écarts, lieux-dits
| Beauregard          | Beaurepaire        | Bolande                | Champ Lambert         | Chartrain          |
| Colombel            | Fertillé           | L'Aune                 | L'Écluse              | L'Épinay           |
| La Boisnerie        | La Boistardière    | La Chapelle            | La Costardière        | La Cour Bourdin    |
| La Croix            | La Croix Domroux   | La Croix du Grand Orme | La Croix Fourchée     | La Déholière       |
| La Dochonnais       | La Ferme Neuve     | La Gouesnière          | La Grange Neuve       | La Higourdière     |
| La Hingantais       | La Landelle        | La Louvrie             | La Mainguais          | La Maison Neuve    |
| La Maladrerie       | La Mare Veillard   | La Moignerais          | La Pépinerie          | La Petite Claye    |
| La Petite Fontaine  | La Ressandière     | La Rivière             | La Rouërie            | La Roussardière    |
| La Sauvagère        | La Touche          | La Vallée              | La Villaze            | Lande Chauve       |
| Le Bas Hôme         | Le Bas Razette     | Le Bas Rozel           | Le Bas Villanger      | Le Bois du Plessis |
| Le Carel            | Le Champ Bas       | Le Champ Blot          | Le Châtel             | Le Châtelet        |
| Le Goulet           | Le Haut Hôme       | Le Hôme                | Le Jonchay            | Le Léez            |
| Le Marais du Mesnil | Le Mesnil          | Le Perey               | Le Petit Chauffaut    | Le Pigeonnet       |
| Le Pin              | Le Plessis         | Le Racognet            | Le Roquet             | Le Rozel           |
| Le Traversin        | Le Val aux Bretons | Les Fourchemins        | Les Haies de Combourg | Les Perrières      |
| Mont Louet          | Mont-Rouault       | Pierre Blanche         | Pont au Barbé         | Razette            |
| Sur le Pré          | Vauruman           | Villartay              | Ville Chérel          | Ville Cholière     |
| Ville Claire        | Ville Colière      | Ville Cunan            | Ville Marie           | Ville Orvé         |
| Ville Prêtre        | Villeclair         | Villemelouen           | Villemouen            | Villepain          |
| Villeruas           | Villetain          | Villevrard             |                       |                    |

## Toponymie
Le nom de la localité est attesté sous les formes Plana Filicz en 1032, Plena Filgeria en 1086, Plana Fulgeria en 1186, Plène Fogère en 1245, Plainne-Fougière en 1513.
Le nom de la commune est Plleune foujërr en gallo[réf. nécessaire].

## Histoire

### Ancien Régime
La paroisse de Pleine-Fougères faisait partie du doyenné de Dol relevant de l'évêché de Dol et était sous le vocable de saint Martin. Il existe toujours la cuve baptismale de l'ancien baptistère à l'Île Saint-Samson dans le marais du Mesnil (accessible par la route Pontorson-Sougéal). Un menhir — la Roche Buquet — est situé dans le marais du Mesnil.
En 1398, la famille du Breil de Pontbriand est citée dans les archives de la noblesse de robe française. Ses descendants habitent encore le manoir du Chauffaux au nord du bourg sur la RD 90. Un membre de cette famille, né à Saumur, fut commandant du 152e RI de Colmar, régiment libérateur de Colmar et appelé « Les Diables Rouges ».
Le bailliage de Pleine-Fougères dépendait de l'abbaye Notre-Dame du Tronchet, mais il fut aliéné.
Il existait un fief du nom du Chesnay sur la paroisse.

### Révolution française
- La paroisse de Saint-Samson-de-l'Isle fut réunie à l'actuelle localité.
- 1790 : la paroisse est érigée en commune
- 14 frimaire an XII (6 décembre 1803) : la commune de Cendres est partagée entre les communes de Pleine-Fougères et de Pontorson (Manche).

### LeXXesiècle

#### La Belle Époque
La ligne de tramways allant de Sens à Pleine-Fougères, longue de 26,9 km (une ligne du 2e réseau des Tramways d'Ille-et-Vilaine) et passant par Bazouges-la-Pérouse et Trans ouvre en 1905 ; elle ferma en 1937.
Le Journal officiel publie le 4 septembre 1909 un décret attribuant au bureau de bienfaisance de Pleine-Fougères les biens placés sous séquestre et ayant appartenu à la fabrique de l'église.

#### La Seconde Guerre mondiale
Le 2 août 1944, le Combat Command B de la 6e division blindée américaine libère la ville. La voie de la Liberté traverse la commune sur l'ancienne RN 176, elle se dirige ensuite sur Saint-Malo et d'autres villes dont Metz. Un accident entre un camion allié et un char fait quelques dégâts dans le carrefour au milieu du bourg. L'essence se propageant, le recteur-curé-chef des pompiers fait le nécessaire pour éviter l'incendie. Par contre le soldat allié périt dans son véhicule.
La Gestapo était proche de la mairie, dans la maison où vivaient les époux Roussel, menuisiers, et le tailleur Lorenz — dit Lorence — en 1970. La commune eut aussi quelques déportés pour fait de Résistance : Raymond Beaufils, né le 17 avril 1910, revenu de Gross-Rosen, et Prosper Billois, né le 17 février 1921, mort peut-être en Allemagne.

#### L'après Seconde Guerre mondiale

##### 1996: l'affaire Caroline Dickinson
Le 18 juillet 1996, la collégienne anglaise Caroline Dickinson est violée et tuée par Francisco Arce Montes, un récidiviste d'origine espagnole, dans une auberge de jeunesse à Pleine-Fougères. Il est arrêté au début des années 2000, après plusieurs ratés, et plusieurs difficultés rencontrées pendant l'enquête, notamment liées aux techniques de recherche de l'ADN, bien trop faibles à l'époque.

## Politique et administration

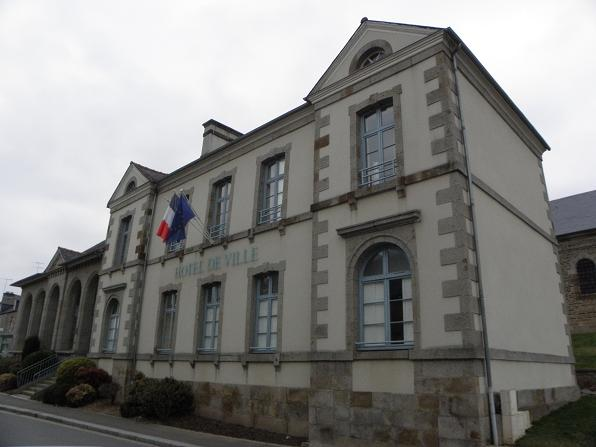
Pleine-Fougères (35) Mairie

### Liste des maires
| Période                                  | Période                    | Identité                   | Étiquette            | Qualité |
| ---------------------------------------- | -------------------------- | -------------------------- | -------------------- | --- |
| Les données manquantes sont à compléter. |                            |                            |                      | |
| ?                                        | 1877                       | P. Clément                 |                      | |
| 12 avril 1877                            | 29 décembre 1906 (décès)   | François Brune             | Républicain modéré   | Notaire Député d'Ille-et-Vilaine (1893 → 1902) Conseiller général de Pleine-Fougères (1870 → 1906) |
| 9 février 1907                           | apr. 1909                  | Pierre Ménard              | Républicain Rad.ind. | Notaire Conseiller général de Pleine-Fougères (1907 → 1910) |
|                                          |                            | Jean Clément               |                      | |
| Maire en 1924                            |                            | Toussaint Lethimonier      |                      | |
|                                          |                            | Louis Clément              |                      | |
| av. 1933                                 | apr. 1941                  | Serge Gas (1884-1964)      | Rad.ind.             | Ancien préfet, conseiller d'État Conseiller général de Pleine-Fougères (1934 → 1940) Vice-président du conseil général                                                                                               |
| mai 1945                                 | apr. 1947                  | Casimir Pigeon             |                      | Ancien adjoint au maire |
| Les données manquantes sont à compléter. |                            |                            |                      | |
| av. 1950                                 | juillet 1953 (décès)       | François Carré (1895-1953) | PPUS                 | Agriculteur Conseiller général de Pleine-Fougères (1949 → 1953) |
| septembre 1953                           | mars 1977                  | Jean Gallon                | DVD                  | Greffier d'instance Conseiller général de Pleine-Fougères (1953 → 1973) |
| mars 1977                                | mars 1989                  | Pierre Meigné              | RPR                  | Directeur commercial |
| mars 1989                                | juin 1995                  | Mary Ménard                |                      | Retraité Adjoint au maire (1983 → 1989) |
| juin 1995                                | mars 2014                  | Christian Couet            | PRG                  | Clerc de notaire Conseiller général de Pleine-Fougères (1998 → 2015) Vice-président du conseil général (2004 → 2015) Président de la CC de la Baie du Mont-Saint-Michel (1998 → 2014)                                |
| mars 2014                                | En cours (au 21 juin 2023) | Louis Thébault             | UDI                  | Gérant d'agences de tourisme Président de la CC de la Baie du Mont-Saint-Michel (2014 → 2016) 1er vice-président de la CC du Pays de Dol et de la Baie du Mont-Saint-Michel (2017 → ) Réélu pour le mandat 2020-2026 |

## Démographie
L'évolution du nombre d'habitants est connue à travers les recensements de la population effectués dans la commune depuis 1793. Pour les communes de moins de 10 000 habitants, une enquête de recensement portant sur toute la population est réalisée tous les cinq ans, les populations de référence des années intermédiaires étant quant à elles estimées par interpolation ou extrapolation. Pour la commune, le premier recensement exhaustif entrant dans le cadre du nouveau dispositif a été réalisé en 2004.
En 2022, la commune comptait 1 978 habitants, en évolution de −0,3 % par rapport à 2016 (Ille-et-Vilaine : +5,46 %, France hors Mayotte : +2,11 %).
| 1793  | 1800  | 1806  | 1821  | 1831  | 1836  | 1841  | 1846  | 1851  |
| ----- | ----- | ----- | ----- | ----- | ----- | ----- | ----- | ----- |
| 2 707 | 2 726 | 2 812 | 3 036 | 3 084 | 3 057 | 3 107 | 3 168 | 3 293 |

| 1856  | 1861  | 1866  | 1872  | 1876  | 1881  | 1886  | 1891  | 1896  |
| ----- | ----- | ----- | ----- | ----- | ----- | ----- | ----- | ----- |
| 3 243 | 3 201 | 3 184 | 2 987 | 3 024 | 3 034 | 2 995 | 2 875 | 2 911 |

| 1901  | 1906  | 1911  | 1921  | 1926  | 1931  | 1936  | 1946  | 1954  |
| ----- | ----- | ----- | ----- | ----- | ----- | ----- | ----- | ----- |
| 2 809 | 2 687 | 2 547 | 2 230 | 2 226 | 2 125 | 2 165 | 2 093 | 2 108 |

| 1962  | 1968  | 1975  | 1982  | 1990  | 1999  | 2004  | 2006  | 2009  |
| ----- | ----- | ----- | ----- | ----- | ----- | ----- | ----- | ----- |
| 2 044 | 2 036 | 1 878 | 1 769 | 1 802 | 1 737 | 1 783 | 1 791 | 1 864 |

| 2014  | 2019  | 2022  | - | - | - | - | - | - |
| ----- | ----- | ----- | - | - | - | - | - | - |
| 1 955 | 1 973 | 1 978 | - | - | - | - | - | - |

## Lieux et monuments
- L'église Saint-Martin de Tours, édifiée par l'architecte Victor Béziers-Lafosse de 1826 à 1849, avec le concours du chanoine Jean-Alain Bachelot (1781-25 juillet 1852), curé de Pleine-Fougères de 1827 à 1852.
- Le manoir du Chauffault.
- La Maladrerie sur la RD 90 est une ancienne léproserie. Elle est la maison natale de l'historien Eugène Jarnouën (2 janvier 1888 - 1945)[33], située sur le chemin du Mont-Saint-Michel à Saint-Jacques-de-Compostelle.
- La Rouërie est une ancienne filature située sur la RD 89 du Vieux-Viel à Sougéal. La paroisse de Saint-Samson-de-l'Isle (accessible par la route Pontorson-Sougéal) possède une cuve baptismale datant de l'époque où ce saint venu de l'actuelle Grande-Bretagne évangélisa le pays de Dol. Ces deux lieux-dits sont sur le chemin de Compostelle. La cuve est située au lieu-dit de l'Île Saint-Samson, accessible par la route Pontorson-Sougéal.
- Dans le marais, le menhir de la roche Buquet[23].
- Le gisant au sud de l'église est la pierre tombale du chevalier de Plessis-Chesnel qui possédait un manoir sur la route de La Boussac, après le hameau de Razette.

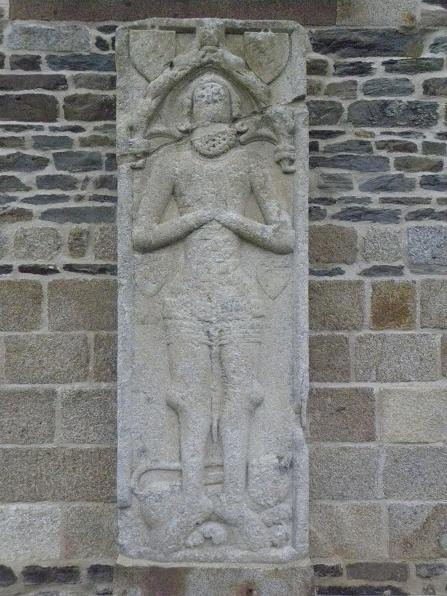
Le gisant adossé à l'église.
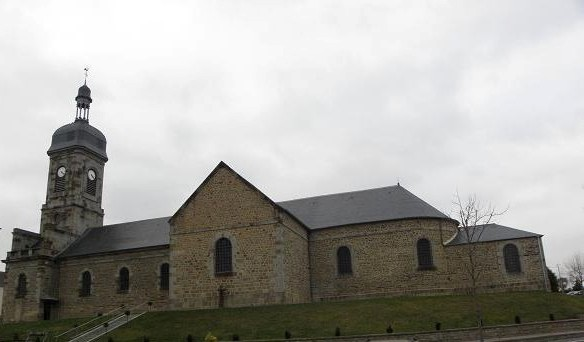
L'église Saint-Martin de Tours.
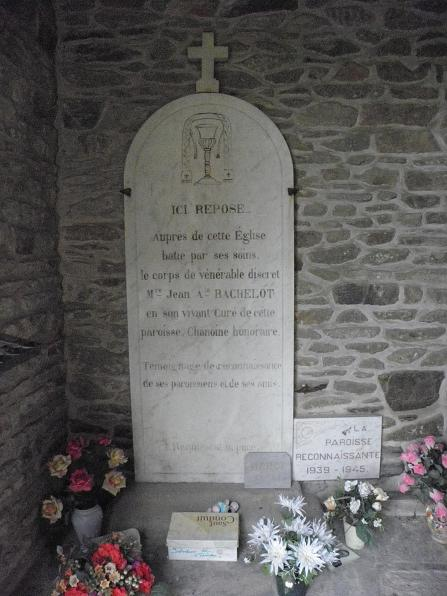
La tombe du chanoine Bachelot.
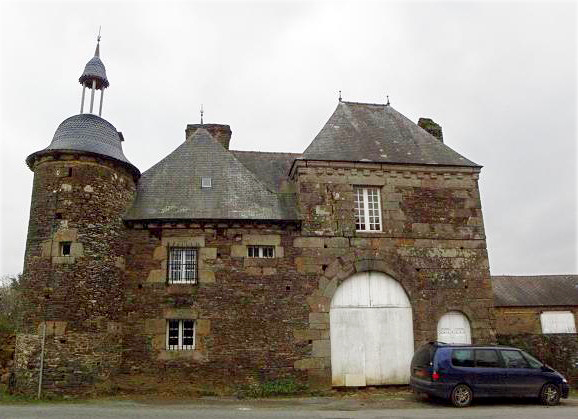
Le château de Chauffaux.

## Activité et manifestations

### Jumelages
- Huerta de Rey (Espagne) depuis 1996.
- Stęszew (Pologne) depuis 2005.

## Personnalités liées
- François Brune (1835 à Pleine-Fougères - 1906 à Pleine-Fougères), homme politique, maire de Pleine-Fougères, député.
- Gustave Kavanagh (1849 à Pleine-Fougères - 1924), journaliste et rédacteur en chef.
- Paul Lebois (1892 à Pleine-Fougères - 1984), romancier et poète.